# 奢岭街道
奢岭街道，是中华人民共和国吉林省长春市双阳区下辖的一个乡镇级行政单位。

## 行政区划
奢岭街道下辖以下地区：
仁合社区、奢岭村、新兴村、前城村、五星村、新民村、双榆村、爱国村、团结村、九三村、普安村、幸福村、新安村、山咀村、东营村、向阳村、双胜村、裴家村、罗家村、徐家村、马场村、西顺村、大屯村和跃进村。